# شراب گازدار

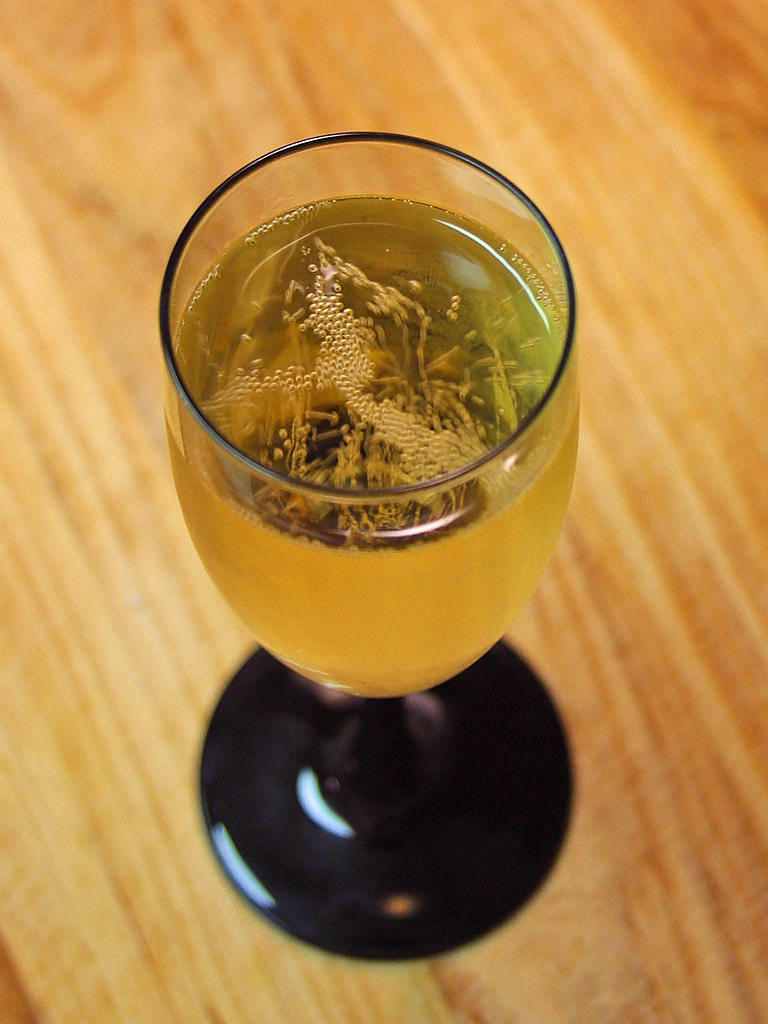
یک لیوان شامپاین

شراب گازدار، (به انگلیسی: Sparkling wine) نوعی شراب متلألو است که نمی‌گذارند در فرایند تخمیر گازش خارج شود. شامپاین و شراب بورگونی که در فارسی به غلط بورگوندی خوانده شود نمونه‌های مشهوری از آن است هر چند در نقاط مختلف جهان تولید می‌شود و به نام محل تولید روانه بازار گردد. نوع ارزان آن هم در بازار هست که در آن گاز کربنیک تزریق می‌کنند. این عمل در حین یا پس از ریختن شراب در بطری انجام می‌شود. اما معمولاً شراب‌های گازدار را در هنگام ساختن جوری عمل می‌آورند که گاز کربنیک حاصل از عمل تخمیر از آن جدا نشده در نتیجه نوشیدنی گازدار می‌شود و نیازی به اضافه کردن گاز وجود ندارد. بطری اینگونه شراب برای تحمل فشار گاز کلفت‌تر از بطری شراب بی‌گاز است.

## انواع شراب گازدار
- شامپاین مشهورترین شراب گازدار جهان است و در ناحیه شامپانی کشور فرانسه تولید می‌شود.
- پروسکو شراب گازدار سفید، که در کشور ایتالیا تولید می‌شود.
- کاوا شراب گازدار قرمز، که در کشور اسپانیا تولید می‌شود.